# Та (третья буква арабского алфавита)
Та (араб. ﺕ‎ — та̄’) — третья буква арабского алфавита. Происходит от финикийской буквы «тау». Используется для обозначения звука [t]. Относится к солнечным буквам.

## Соединение
Стоящая отдельно или в конце слова Та пишется, как ﺕ ; в середине или начале слова — ﺗ.

## Написание
Буква ﺕ пишется так же, как ﺏ (ба), но вместо одной точки снизу она имеет две точки сверху.
Эти точки располагаются рядом по горизонтали; в скорописи они часто „сливаются“ и заменяются коротеньким горизонтальным штрихом».

## Произношение
«Буква ﺕ обозначает средний согласный звук [t], представляющий собой глухую параллель арабского звонкого (д).

## Буква ханифи
Та (𐴃) — четвёртая буква алфавита ханифи для языка рохинджа. Обозначает звук [t], в арабском варианте алфавита для рохинджа ей соответствует ت, в латинском варианте — T t.

## Интересные факты
По форме изолированная буква ﺕ напоминает улыбку, поэтому ее используют в качестве смайлика.